# Ben Haggarty
Ben Haggarty (* 1958) ist ein britischer Geschichtenerzähler.

## Leben
Ben Haggarty ist professioneller Geschichtenerzähler seit 1981. Zuvor lernte er Pantomime bei Ladislav Fialka sowie Regie in der Schauspielschule East 15 in Essex. Seine „Theaterlehre“ absolvierte er bei der experimentellen freien Gruppe Welfare State International.
1985 war er Mitbegründer des Beyond the Border International Storytelling Festival, des ersten Storytelling-Festivals Großbritanniens, dessen künstlerischer Kodirektor er von 1993 bis 2005 war. Im gleichen Jahr gründete er mit Hugh Lupton und Sally Pomme Clayton die Company of Storytellers mit dem Ziel, durch Aufführungen, Kurse und Festivals das freie Erzählen für ein erwachsenes Publikum zu propagieren. Gleichfalls 1985 organisierte er in London das International Storytelling Festival im Battersea Arts Centre, die Nachfolgefestivals fanden 1987 im Watermans Arts Centre und 1989 im Southbank Centre statt.
1987 gründete Haggarty den Crick Crack Club, der die Kunst des Erzählens fördert und Veranstaltungen und Workshops organisiert; Haggarty ist dessen künstlerischer Leiter. Von 1999 bis 2001 war er der erste offizielle Stadterzähler Großbritanniens in Gloucester. Von 2001 bis 2011 war er am Familienkonzertprogramm von Yo-Yo Mas Silk Road Project als Erzähler beteiligt. 2007 wurde er Honorarprofessor für künstlerisches Erzählen an der Universität der Künste Berlin. 2017 erhielt er einen British Citizen Award für seine künstlerischen Leistungen. Er ist Gastdozent für kreative Kunst am Merton College in Oxford.
Haggartys Repertoire umfasst mehr als 350 Geschichten für Kinder und Erwachsene, darunter das Gilgamesch-Epos, irische Mythen und Mary Shelleys Frankenstein (international aufgeführt 2010/11, zusammen mit dem Sänger und Musiker Sianed Jones). Er
trat in mehr als zwanzig Ländern auf, und seine Erzählkunst wurde im Rundfunk und Fernsehen der BBC gesendet. 2010 erschien sein „Graphischer Roman“ (Comic) MeZolith mit Illustrationen von Adam Brockbank.

## Bibliographie
- Ben Haggarty und Adam Brockbank: Mezolith (Graphic Novel, geschrieben 2010), auf Deutsch (übersetzt von Frank Neubauer), 2 Teile, Cross Cult Verlag, Ludwigsburg 2016, ISBN 978-3-86425-988-3 und ISBN 978-3-86425-989-0.